# Менде (античен град)
Менде (на старогръцки: Μένδη, новогръцко произношение Менди) е античен гръцки град на южния бряг на полуостров Палене, най-западният ръкав на Халкидика. Развалините му са разположени на 5 километра югоизточно от днешното селище Каландра на хълма Вигла или Ксефото.

## История
Градът е издигнат в IX век пр. Хр. от еретрийски колонисти. Носи името на ментата, която все още изобилства в района. Обилните му ресурси от дървен материал, сребърните, златни и оловни находища водят до бързото развитие на града. От VI век Менде е един от градовете, контролиращи търговските маршрути към тракийския бряг. Градът търгува чак с гръцките колонии във Велика Гърция, изнасяйки вино, което се слави с качеството си и е продавано в специални амфори. На монетите на града са изобразени Дионис и магаре.
През V век пр. Хр. Менде е споменат от Херодот, като един от градовете принудени да подкрепят персите в Персийските войни. Менде е един от най-важните съюзници на Атина и се присъединява към Делоския морски съюз, плащайки такса варираща от 6 до 12 атически таланта годишно. По време на Пелопонеската война, веднага след примирието между Спарта и Атина в началото на 423 година пр. Хр., Менде заедно със Скионе се разбунтува срещу атинската власт, насърчаван от спартанския военачалник Бразид с обещания за подкрепа. Атиняните изпраща флот да завладее обратно Менде и Скионе. Менде е завладян, а Скионе обсаден и през лятото на 421 година пада. По време на войната Менде, Скионе и Тороне са основните цели на воюващите в района. След края на войната Менде си възвръща независимостта.
През IV век пр. Хр. градът се опитва да избегне олинтското господство при изграждането на Халкидския съюз. По-късно се бори с македонската хегемония. В 315 година пр. Хр. населението му е принудено да се изсели в Касандрия, след като този нов град е построен от цар Касандър на мястото на Потидея.
Страбон споменава Менде заедно с Касандрия, Афитос, Скионе и Сане като един от градовете, които съществуват на Палене в I век пр. Хр.
В Менде е роден скулптурът Пеоний Мендски.

## Разкопки
Местоположението на Менде е локализирано от Уилям Лийк в 1835 година. Системни разкопки в района са правени от 1986 до 1994 година от XVI Ефорат за класически древности. Разкопките водят до открития западно от хотела, близо до брега. Основният град покрива район от 1200 на 600 метра и е разположен на открит, плосък хълм край брега. Обитаван е от IX до IV век. Акрополът на града е разположен на най-високата южна част на хълма, където са открити големи скрладове и керамика от XI до IV век. Проастият (предградието) на града, също споменато от Тукидид, заема приморската част между плажа и хълма на основния град. В него е било разположено пристанището. Разкопките откриват част от павираната главна улица, основи на сгради със складова керамика, вероятно магазини или пристанищни сгради.
Некрополът е открът южно от града. Разкопани са 241 гроба, основно на деца с гравирани керамични вази в тях.
Разкопките показват, че силно повлияно от Евбея селище съществува още от XI век.